# Tema de Seleucia

Los temas bizantinos en el 950. El de Seleucia se hallaba al sur de Anatolia, frente a Chipre.

El tema de Seleucia (en griego: θέμα Σελευκείας, thema Seleukeias) fue un tema bizantino (una provincia civil-militar) en la costa del sur de Asia Menor (parte de la moderna Turquía), con capital en Seleucia (actual Silifke).

## Historia
En la antigüedad tardía, el puerto de Seleucia había albergado la residencia del gobernador de la provincia romana de Isauria y la sede del comes Isauriae. En el siglo VIII, es mencionado como un distrito subordinado primero a un turmarca y luego a un drungario, dentro del tema naval de cibirreota. A comienzos del siglo IX, aun así, aparece como pequeño kleisoura (un distrito de frontera fortificada), encajado entre los temas cibirreota, de anatólico y de Capadocia y el mar, y limítrofe con califato abasí en Cilicia a lo largo del río Lamos. Según los geógrafos árabes Qudama ibn Ja'far y Ibn Khordadbeh, en el siglo IX el kleisoura comprendía Seleucia y diez fortalezas más, con cinco mil hombres de guarnición de los que quinientos eran de caballería.
El kleisoura fue elevado a tema en algún momento del reinado de Romano I Lecapeno (r. 920-944), probablemente alrededor de 927-934. Según el De Thematibus del emperador Constantino VII (r. 913-959), el tema estaba dividido en dos mandos, uno costero/marítimo y uno para el interior.
La región cayó a las manos de los turcos selyúcidas después de la batalla de Manzikert de 1071. Con el tiempo, el interior montañoso había pasado a estar habitado por armenios que se habían asentado allí el siglo anterior. Los bizantinos recuperaron la provincia y fortificaron Seleucia y Córico en 1099/1100, tras lo que de nuevo designaron un gobernador militar (dux). El territorio siguió siendo provincia bizantina hasta poco después de 1180, cuando fue conquistado por el Reino armenio de Cilicia.